# Cipla
Cipla es una prominente compañía farmacéutica india, más conocida fuera de su país de origen por la fabricación a bajo coste de medicamentos contra el sida para pacientes VIH-positivos en los países en desarrollo.  Fundada por Khwaja Abdul Hamied como Laboratorio de química, industrial y farmacéutico, Cipla produce fármacos para tratar enfermedades cardiovasculares, artritis, diabetes, control de peso, depresión y muchos otros problemas de salud, y sus productos se distribuyen en más de 180 países en todo el mundo. [1 ] Entre los cientos de medicamentos genéricos que produce para su distribución internacional se encuentran la atorvastatina, amlodipino, la fluoxetina, clorhidrato de venlafaxina y metformina.  Recientemente, Cipla vendió los derechos de fabricación de su píldora anticonceptiva de emergencia (i-pill), a su homóloga en el campo farmacéutico Nicholas Piramal (Piramal Healthcare) por 95 millones de rupias.  Cipla obtuvo unos ingresos totales de 33 millones de rupias (aprox.) por las ventas de su popular píldora anticonceptiva, hasta la fecha.

## Servicios de Tecnología
Cipla ofrece servicios tales como consultoría, puesta en servicio, ingeniería, evaluación de proyectos, control de calidad, transferencia de conocimientos, apoyo y suministro de planta.
Aparte de su presencia en el mercado de la India, Cipla también tiene un mercado de exportación y vende con regularidad en más de 150 países de regiones como América del Norte, América del Sur, Asia, Europa, Oriente Medio, Australia y África.  Para el año terminado el 31 de marzo, las exportaciones de 2007 de Cipla valieron aproximadamente 17.500 millones de rupias. Cipla también es muy conocida por su innovación tecnológica y los procesos por los cuales la empresa recibió royalties por una suma de 750 millones de rupias en 2006-07. Cipla ha sido aprobada por los organismos reguladores, tales como:
- Organización Mundial de la Salud
- Food and Drug Administration (FDA), (Administración de Alimentos y Medicamentos de Estados Unidos), EE. UU.
- Therapeutic Goods Administration (TGA), Australia
- Pharmaceutical Inspection Convention (PIC), Alemania
- Instituto Nacional de Farmacia, Hungría
- The Medicines and Healthcare products Regulatory Agency (MHRA) es la agencia gubernamental del Reino Unido

Cipla ha lanzado recientemente i-Pill, que es un anticonceptivo de emergencia de dosis única, y ha adquirido una gran popularidad en un corto periodo de tiempo. Otros lanzamientos de Cipla más recientes incluyen productos tales como Nova, Moxicip, Flomex, Fullform, Montair LC e Imicrit.

## VIH/sida en el mundo en desarrollo
En 2007, Cipla era el mayor fabricante del mundo de fármacos antirretrovirales para combatir el VIH/sida, medido por el número de unidades producidas y distribuidas (los fármacos comerciales de otras multinacionales son mucho más caros, por lo que en términos monetarios los medicamentos de Cipla suelen ser más competitivos). Aproximadamente el 40 por ciento de los pacientes con VIH/sida en tratamiento antirretroviral en todo el mundo consumen fármacos fabricados por Cipla.
Aunque la legislación de la India desde 1972 hasta 2005 no permitía patentes de producto final sobre los medicamentos, y mantenía las licencias obligatorias, Cipla fue capaz de fabricar medicamentos que gozaban de patente de monopolio en algunos otros países (en particular aquellos en los que se encuentran las grandes empresas farmacéuticas multinacionales). Al hacer esto, así como la toma de una decisión ejecutiva para no obtener ganancias con el medicamento contra el sida, Cipla redujo el costo de proporcionar medicamentos antirretrovirales a los enfermos de sida desde más de 12.000 dólares (los precios de monopolio aplicados por los conglomerados farmacéuticos internacionales) hasta alrededor de 300 $ por año.  Luego bajaron esa cantidad hasta menos de 150 $ por paciente y año. Si bien esta suma queda fuera del alcance de muchos millones de personas en países del Tercer Mundo, el gobierno y las organizaciones de beneficencia con frecuencia están en condiciones de aportar la diferencia a los pacientes indigentes.
Se desarrolló un comprimido tres-en-uno llamado Triomune que contiene un combinación de dosis fijas de tres medicamentos antirretrovirales (lamivudina, estavudina y nevirapina), algo difícil en otras partes, porque las tres patentes estaban en manos de diferentes empresas.  Otra popular combinación de dosis fija se produce bajo el nombre de Duovir-N. Este contiene lamivudina, zidovudina y nevirapina. Cipla fabrica versiones genéricas de muchos de los medicamentos antiretrovirales más comúnmente prescritos en el mercado, y es un fabricante muy capaz por sí mismo. India se está convirtiendo rápidamente en un actor global en la industria farmacéutica, y muchas de estas compañías (como Cipla) están evolucionando para convertirse en empresas de I + D y competir en el mercado global.
Cipla es una de las primeras compañías que ha registrado medicamentos contra el sida en el marco del programa PEPFAR de EE. UU., una iniciativa del Presidente para luchar contra el Sida

## Campaña de la AHF en 2007
En agosto de 2007 Cipla se enfrentó con un grupo con sede en Estados Unidos conocido como AIDS Healthcare Foundation (AHF) que desarrolló una campaña bien financiada de anuncios a toda página en varios periódicos indios sugiriendo que Cipla tenía un medicamento contra el sida llamado Viraday cuyo precio era mayor en la India que en África.
En respuesta a las reclamaciones de la AIDS Healthcare Foundation, Cipla emitió una breve declaración señalando que la empresa no había vendido un solo paquete de Viraday en África.  Se subrayó también que Cipla vende sus otros medicamentos contra el sida al Gobierno indio a los mismos precios que vende a África, y cuestionó la decisión de la AHF de dirigir a Cipla un ataque bien financiado de páginas completas de anuncios de periódico. De acuerdo con la AHF e informes de noticias, Cipla amenazó con una demanda por difamación contra la organización.  Ninguna acción legal fue tomada por Cipla.
El 21 de agosto de 2007, la Comisión de Prácticas comerciales restrictivas y monopolísticas de India (Indian Monopolies and Restrictive Trade Practices Commission, MRTPC)  anunció que se ocuparía de los precios de Cipla y de las reclamaciones formuladas por AHF. El MRTPC no emitió ninguna declaración sobre el asunto posteriormente.
El 1 de septiembre de 2007, The Economic Times de Nueva Delhi escribió que:

Ahora se ha sabido que la AIDS Healthcare Foundation (AHF), la ONG con sede en EE.UU. que acusaba a Cipla de poner precios más caros, en la India, al medicamento contra el sida, Viraday, está parcialmente financiada por el fabricante estadounidense de medicamentos contra el sida, Gilead, y que el tesorero de la ONG es un alto ejecutivo de Gilead. Esta es en gran parte la razón por la cual organizaciones no gubernamentales extranjeras e indias, como Médicos Sin Fronteras (MSF), Red Delhi de Personas Positivas (DNP +), Red india de Personas Positivas (INP +), Sahara y otras se negaron a formar parte de la campaña anti-Cipla de AHF. Cipla es también la única empresa india que se ha opuesto en la India a la solicitud de patente de Gilead para su exitoso medicamento contra el VIH, Viread. La audiencia para el caso de la patente del Viread está prevista para octubre. ... ... El jefe de una organización no gubernamental, quien no participó en la campaña anti-Cipla, dice: "Hay un conflicto de intereses en la campaña. AHF está financiada por las empresas farmacéuticas multinacionales. Un alto ejecutivo de Gilead es uno de los directores de AHF, y la campaña elige enfrentarse a Cipla por la fijación de precios más altos en un momento en que se está dirimiendo el caso de Gilead por sus patentes en la India. Existe un malestar y muchos grupos de la sociedad civil decidieron mantenerse alejado de la campaña."

## Antiflu y Virenza
En diciembre de 2008, Cipla ganó un proceso judicial en la India que le permite fabricar una versión genérica más barata de oseltamivir, comercializado por Hoffmann-La Roche (Roche) bajo el nombre comercial de Cipla Tamiflu. En mayo de 2009, Cipla obtuvo la aprobación de la Organización Mundial de la Salud que certificó que su fármaco Antiflu es tan eficaz como Tamiflu, y Antiflu está incluido en la lista de medicamentos precalificados de la Organización Mundial de la Salud.
Cipla anunció que las cápsulas de Oseltamivir 75 mg, comercializadas por la compañía como "Antiflu», se han incluido en la lista de medicamentos precalificados (PMP) de la Organización Mundial de la Salud (OMS).
Oseltamivir está indicado para su uso en el tratamiento de la infección por influenza o gripe A (H1N1), comúnmente conocida como gripe porcina.
Cipla también produce una versión genérica del zanamivir, comercializado por Glaxo bajo el nombre comercial Relenza, bajo el nombre comercial Cipla Virenza.
El gobierno saudí ha adquirido recientemente las existencias de Antiflu en preparación para la próxima Hajj.
La empresa anunció el lanzamiento para el 11 de noviembre de 2009 del fármaco con la marca "antiflu", para ser vendido como medicamento de la categoría X, estrictamente bajo receta. La firma ya ha vendido 200.000 dosis al Gobierno de la India.

## Otros fármacos
Cipla tiene una gama de productos que incluye antibióticos, antibacterianos, anti-asmáticos, antihelmínticos, medicamentos para la úlcera, oncología, corticosteroides, suplementos nutricionales y fármacos cardiovasculares.  La compañía tiene por lo menos nueve medicinas de prescripción diferentes registradas con la FDA en los EE. UU. Cipla vende también antibacterianos y antiasmáticos y es la primera compañía de Asia en vender inhaladores de dosis medidas sin CFC.